# Колонии Бельгии
Колонии Бельгии (нидерл. Belgische koloniën, фр. Colonies belges) — совокупность нескольких территорий Центральной Африки, принадлежавших этой стране на правах колониальных владений в период с 1885 по 1962 годы. Около 98 % площади всех бельгийских владений приходилось при этом на Бельгийское Конго. Кроме того, к колониям Бельгии обычно относят и концессию в китайском Тяньцзине (1902—1931).

## Предпосылки
Территория самой Бельгии насчитывает много веков иноземного владычества. С 1556 года она принадлежала испанским Габсбургам, с 1713-го — австрийским Габсбургам, а с 1792-го — Франции. После разгрома наполеоновской Франции Бельгия в 1815 году оказалась в составе нидерландского королевства, но уже в 1830 году благодаря революции получила независимость.
Вместе с независимостью страна, однако, получила и проблемы: бурно развивавшаяся бельгийская промышленность нуждалась в новых рынках сбыта и новых ресурсах, а безработные, обездоленные слои и люмпен-пролетариат, не имея прежних возможностей массовой эмиграции в колонии Нидерландов, по-прежнему искали себе занятие, чем представляли опасность для государства и общества. Поэтому Бельгия немедленно приступила к поиску способов заполучить собственные колонии, порой экзотических.

## Леопольд I
В планах короля бельгийцев Леопольда I было получение и освоение Абиссинии и Западной Африки, Латинской Америки (Мексики, Никарагуа, Кубы, Гватемалы, Бразилии, Аргентины) и даже Филиппин, островов Океании и Гавайев. Ни одному из этих проектов не было суждено воплотиться в нечто значимое, поскольку состояние экономики и финансов Бельгии после революции и экономического кризиса 1837 года не позволяло реализовать крупные приобретения и военные экспедиции, несмотря на благосклонность Великобритании. Так, в 1843 году частная компания Ladd & Co. подряжалась колонизировать в интересах Бельгии Гавайское королевство. Сделка сорвалась из-за банкротства предприятия. Аналогичные переговоры велись и с новорождённой Республикой Техас, заинтересованной в притоке европейских переселенцев.
В 1843—1844 годах сотни бельгийцев из низших социальных слоёв были доставлены кораблями в Santo Tomás de Castilla в Гватемале для обустройства Верапаса, первой в истории бельгийской колонии в Америке. Это стало возможным в результате соглашения между сепаратистом Рафаэлем Каррерой, остро нуждавшемся во внешней поддержке после сецессии Гватемалы от Соединённых Провинций Центральной Америки, и находившейся под протекцией Леопольда I частной Compagnie belge de colonisation. Из-за массовой смертности колонистов от малярии, жёлтой лихорадки и др., а также финансовых затруднений проект был свёрнут в 1854 году.
Окончился неудачей и проект организации льноводческой колонии Nueva Belgica в мексиканском штате Чиуауа, там оказались неплодородные земли. Параллельно образовались переселенческие потоки бельгийцев на побережья Бразилии (штат Санта-Катарина) и Аргентины, особенно с 1842 по 1875 годы, однако они не стали массовыми и не привели к политическому обособлению. Впрочем, основанная в 1882 году в аргентинской провинции Энтре-Риос Colonia Belga (Villaguay) просуществовала до 1940 года.

## Леопольд II
В целом, в архивах бельгийского Министерства иностранных дел и Министерства внешней торговли содержится переписка и иные сопутствующие документы, свидетельствующие о более чем пятидесяти попытках первых монархов Бельгии приобрести для своей страны заморские колонии в разных частях мира тем или иным способом, от разработки планов силового захвата до обсуждения намерений покупки.
Так, Леопольд II, вступивший на престол в 1865 году после смерти отца, Леопольда I, энергично принялся продолжать его дело, безуспешно пытаясь закрепиться на Крите, в Северном Борнео, на Филиппинах, Новой Гвинее и Фиджи. Однако лишь его усилиям в Африке сопутствовал бо́льший успех.

### Конго
В 1876 году Леопольд II привлёк около 40 видных европейских экспертов (учёных, предпринимателей и филантропов) к созданию под своей эгидой Африканской международной ассоциации, целями которой заявлялось исследование Центральной Африки и продвижение там гуманитарных проектов. Представители различных государств образовали свои национальные комитеты, каждый такой комитет организовывал собственные экспедиции во внутренние районы Африки. Ранее их сдерживали малярийные болота и сонная болезнь, но открытие лечебных свойств хинина позволило активизировать колонизацию.
Полученная информация не распространялась среди стран-участниц ассоциации, а использовалась для объявления притязаний на ту или иную территорию. В итоге Леопольду II удалось обострить «драку за Африку» среди великих держав и, используя их противоречия (прежде всего британо-португальские — см. «розовая карта»), на Берлинской конференции (1884) закрепить за собой бассейн реки Конго на правах личного колониального владения, оформленного как «свободное государство», и выдавить оттуда португальцев.
Территория Свободного Государства Конго (ныне — Демократическая Республика Конго) размерами превышала Бельгию в 77 раз. Его уникальный статус позволял королю управлять своей собственностью без привлечения парламента и норм законодательства Бельгии. С помощью наёмной военизированной жандармерии Force Publique Леопольд II организовал принудительный по сути рабский труд миллионов аборигенов по выкачиванию из страны полезных ископаемых, каучука и слоновой кости. Эксплуатация колонии стала одним из существенных источников накопления капиталов и развития промышленности Бельгии. Как следствие, в 1920 году население Конго составляло лишь половину его 20-миллионного населения 1880 года.
Жестокость предприимчивого короля стала вызывать осуждение в Европе и мире. Так, австрийский император Франц Иосиф I (за сына которого Рудольфа Леопольд II выдал замуж свою дочь Стефанию) именовал бельгийского монарха «коронованным маклером», с сатирой на короля выступали Марк Твен, Анатоль Франс и Артур Конан Дойль. Внимание общественности к проблемам Конго привлёк Джозеф Конрад в повести «Сердце тьмы» (1899), а позже — доклад дипломата Роджера Кейсмента и работа основанного им Общества по проведению реформ в Конго.
Незадолго до смерти, в 1908 году, Леопольд II продал свои африканские владения бельгийскому государству. Свободное Государство Конго было преобразовано в Бельгийское Конго.

#### Убанги-Бому
В 1892—1895 годах Свободное Государство Конго претендовало на юго-восточную часть сопредельной французской колонии Убанги-Шари — Убанги-Бому (фр. Oubangui-Bomou). Эта территория находилась под администрацией Конго до февраля 1895 года. В августе того же года между Францией и Свободным Государством Конго был заключён пограничный договор, согласно которому земли Убанги-Бому отошли первой.

#### Катанга
В 1891—1894 годах король Леопольд II военной силой присоединил к Свободному Государству Конго расположенную южнее Катангу, густонаселённый горнопромышленный регион, недра которого (медь, олово, уран, кобальт, радий, алмазы и др.) дают более половины ВВП всего Конго. После того как посланные Леопольдом войска свергли и обезглавили Мсири, вождя местного государства Йеке, регион погрузился в хаос и межплеменные войны.
Считалось, что Катанга является владением Свободного Государства Конго, но администрировалась она отдельно и находилась под прямой оккупацией бельгийской армии, охранявшей бизнес бельгийско-американских картелей. Парламент Бельгии аннексировал Катангу и присоединил её к Бельгийскому Конго лишь в 1910 году после кончины Леопольда II.
Позже история завоевания Катанги бельгийцами стала основанием для провозглашения независимого Государства Катанга в ходе деколонизации Конго в 1960 году. Вернуть Катангу в Конго тогда удалось лишь спустя три года.

#### Анклав Ладо
Леопольд II предпринимал попытки расширения своих владений и на северо-востоке Конго. Воспользовавшись началом восстания Махди и фактическим изгнанием британских властей из Англо-Египетского Судана, он с 1894 года оккупировал несколько областей южной части Судана, в том числе так называемый Анклав Ладо, стратегически важный для Свободного Государства Конго регион, включавший самый верхний по течению Нила судоходный порт Реджаф.
Последовала серия британо-конголезских переговоров и договоров, согласно которым спорная территория осталась за Леопольдом, но при этом была разделена на две зоны: западная часть признана суверенной частью Конго, а восточная — собственно Анклав Ладо — передана королю Бельгии во временное владение до конца его жизни, после чего подлежала возвращению Великобритании. В обмен на это Леопольд согласился уступить полосу земли в восточной части Конго под масштабный британский проект Сесиля Джона Родса, строительство железной дороги Кейптаун — Каир через весь континент с юга на север.
Аренда Анклава Ладо была прекращена в 1910 году, после чего тот был снова включён в состав Англо-Египетского Судана, а в 1912 году его южная часть отошла к британскому протекторату Уганда.

### Тяньцзинь
Наряду с семью другими европейскими державами Бельгия приняла участие в подавлении боксёрского восстания в Китае в 1899—1901 годах. В качестве награды за вклад в победу союзников в 1902 году ей была выделена небольшая зона в городе Тяньцзинь на восточном берегу реки Хайхэ на правах концессии. Бельгийский сеттльмент составлял всего 89 акров (для сравнения: итальянский — 126, австро-венгерский — 170, японский — 356, французский — 445 акров).
Власти Бельгии не проявили особой заинтересованности в развитии обретённой территории и воспринимали её скорее символически, поэтому архитектурного отпечатка период их правления там не оставил. Однако достаточно активен был бельгийский бизнес. Так, в 1904 году Китай и Бельгия подписали контракт с Compagnie de Tramways et d’Eclairage de Tientsin, предоставивший компании эксклюзивные права на строительство и управление системой электрического освещения и трамвайными линиями на 50 лет. В 1906 году в Тяньцзине начал функционировать первый в Китае электрический трамвай.
В 1906 году бельгийское правительство планировало открыть почтовое отделение в Китае. Для этого были подготовлены пять почтовых марок с двумя различными типами надпечатки. Существуют экземпляры марок с надпечаткой Specimen («Образец»), a также несколько марок на корреспонденции, отправленной бельгийским консулом в Китае до получения указания о выпуске этих марок в обращение. Однако отделение бельгийской почты так и не было открыто.
С 1929 года Бельгия приступила к переговорам о возврате концессионной территории гоминьдановскому Китаю и в 1931-м политическое присутствие бельгийцев в Тяньцзине было свёрнуто.

## Альберт I
В 1900 году в статусе наследника престола будущий король бельгийцев Альберт I совершил поездку по Свободному Государству Конго — и по возвращении в Бельгию настаивал на изменении отношений с коренным населением. Как король он значительно гуманизировал управление колонией, ставшей после смерти дяди, Леопольда II, государственным владением.

### Руанда-Урунди
В 1916 году, во время Первой мировой войны, войска Бельгийского Конго вторглись на территорию соседней Германской Восточной Африки и оккупировали два тамошних королевства, Руанду и Бурунди, ставших частями этой колонии Германии, соответственно, в 1898 и 1903 годах. По Версальскому договору эти земли были объединены под названием Руанда-Урунди, превращённой по решению Лиги Наций в 1922 году в мандатную территорию Бельгии категории Б. После роспуска Лиги в 1946 году Руанда-Урунди была преобразована ООН в свою подопечную территорию под управлением Бельгии с условием подготовки этой территории к независимости.
После ликвидации Бельгийского Конго, провозглашения в 1960 году независимости Республики Конго (ныне — Демократическая Республика Конго) и сразу же разразившегося конголезского кризиса Бельгия потеряла контроль над Руандой-Урунди. Специальная сессия Совбеза ООН в 1962 году приняла решение о ликвидации бельгийской опеки. Объединение распалось: возникли Руандийская Республика и королевство Бурунди, разделённые по прежним границам.

### Комачина
В 1919 году король Альберт I получил в качестве подарка от мэра коммуны Сала-Комачина (итальянский регион Ломбардия) крохотный (0,075 км²) остров Комачина на озере Комо недалеко от швейцарской границы. Комачина достигает 1 км в длину и в среднем 500 м в ширину. На год этот остров стал анклавом под суверенитетом Бельгии. В 1920 году Комачина был возвращён итальянскому государству с условием, что там будет располагаться колония художников и прочих людей искусства.

### Танжер
В 1928—1940 и 1945—1956 годах Бельгия, наряду с Францией, Испанией, Великобританией, Италией, Португалией, Нидерландами и Швецией, принимала участие в совместном колониальном управлении Танжером, имеющим важное геостратегическое значение городом-портом на берегу Марокко в Атлантике.
В 1912 году Франция, Испания и Великобритания в результате сложных межимпериалистических противоречий между ними и с Германией (см. Танжерский кризис, Агадирский кризис) создали там Международную зону Танжер. В 1928 году Бельгия присоединилась к Танжерскому протоколу, учредившему Международный контрольный комитет и другие органы международной администрации при номинальном сохранении власти марокканского султана Мухаммеда V над этим африканским городом и его окрестностями.
В 1940 году Испания, пользуясь захватом Франции Третьим рейхом, оккупировала Танжер, присоединив зону к Испанскому Марокко. В августе 1945 года международный статус территории был восстановлен. Международная зона Танжер просуществовала до октября 1956 года, после чего стала частью деколонизировавшегося Королевства Марокко.